# Aaron Hunt
Aaron Hunt  (Goslar, Alemania: 4 de septiembre de 1986) es un exfutbolista alemán que jugaba de centrocampista.

## Trayectoria

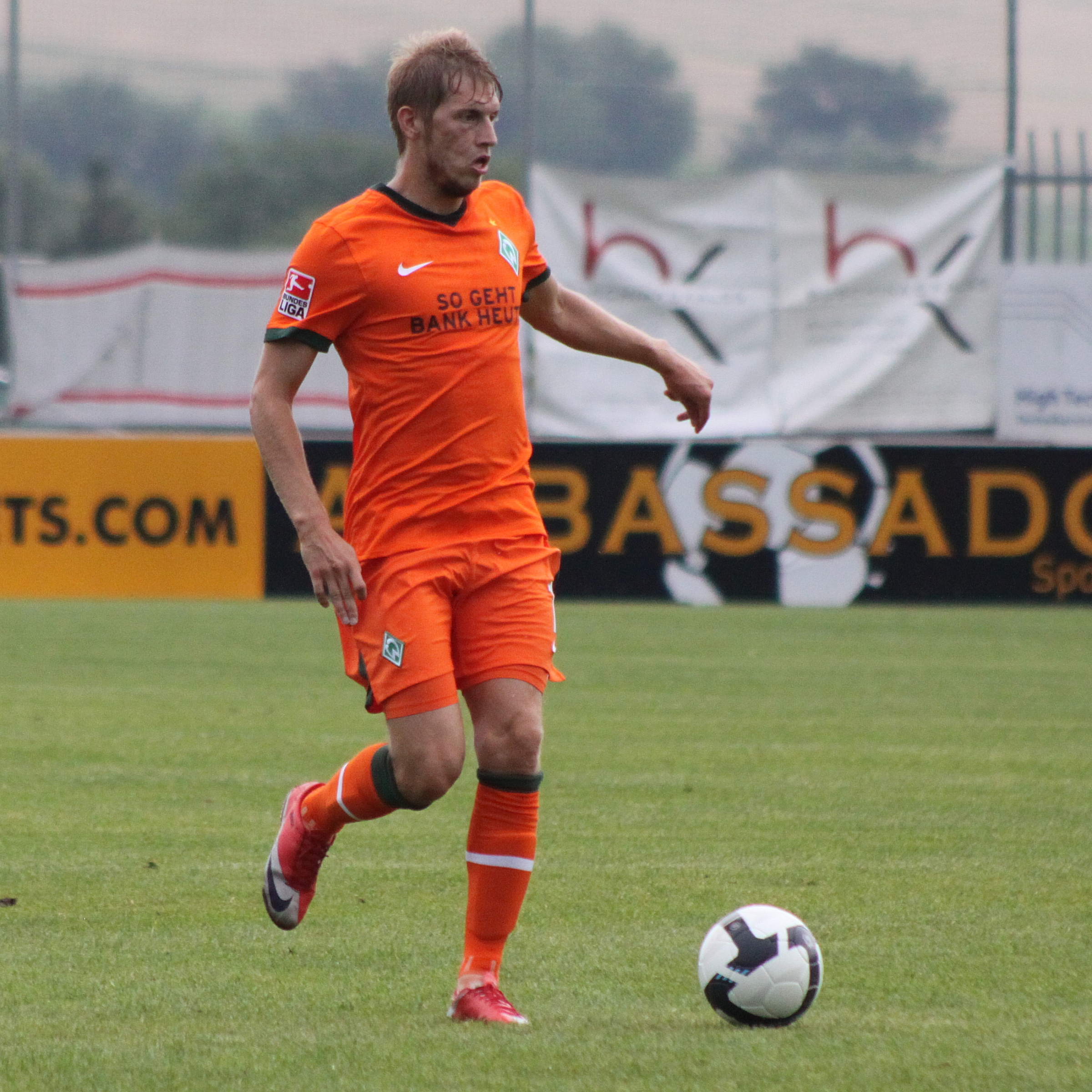
Aaron Hunt.

Se formó en el GCS Goslar entre 1999 y 2001. A partir de ahí jugó en filial del Werder Bremen hasta el año 2004. El 18 de septiembre de 2004 debutó en la Bundesliga contra el Hannover 96. Su primer partido como titular fue contra el Borussia Mönchengladbach el 12 de febrero de 2005; en dicho encuentro, Hunt anotó su primer tanto, convirtiéndose en el goleador más joven de la historia del Werder Bremen, con 18 años y 161 días. A principios de 2006 sufrió una lesión de rodilla que resultó ser bursitis, por lo que no participó en ningún partido de ese año después de la pausa de invierno. El 3 de enero de 2007 consiguió un triplete en el partido contra el VfL Bochum.
Ha disputado 88 partidos con el Werder en los que ha marcado 18 goles. También ha jugado en todas las categorías inferiores de la selección alemana. Aunque es también elegible por la selección de Inglaterra al provenir su madre de dicho país, Hunt ha declarado que prefiere jugar con la Mannschaft.

## Clubes
| Club                | País     | Año       |
| ------------------- | -------- | --------- |
| S. V. Werder Bremen | Alemania | 2004-2014 |
| VfL Wolfsburgo      | Alemania | 2014-2015 |
| Hamburgo S. V.      | Alemania | 2015-2021 |

## Palmarés

### Títulos nacionales
| Título                      | Club                | País     | Año  |
| --------------------------- | ------------------- | -------- | ---- |
| Copa de la Liga de Alemania | S. V. Werder Bremen | Alemania | 2006 |
| Copa de Alemania            | S. V. Werder Bremen | Alemania | 2009 |
| Copa de Alemania            | VfL Wolfsburgo      | Alemania | 2015 |
| Supercopa de Alemania       | VfL Wolfsburgo      | Alemania | 2015 |